# NGC 3849
NGC 3849 este o radiogalaxie situată în constelația Fecioara. A fost descoperită în 11 februarie 1878 de către . Se află la o distanță de 93,1 de megaparseci de Pământ.